# گو جو وون
گو جو وون (کره‌ای: 고주원؛ زادهٔ گو یونگ چول در ۱۶ اکتبر ۱۹۸۱) بازیگر اهل کره جنوبی است. او حرفهٔ بازیگری خود را در سال ۲۰۰۳ و در مجموعهٔ تلویزیونی پانچ آغاز کرد و به دنبال آن نقش مکملی در سریال رستاخیز (۲۰۰۵) ایفا کرد. در سال ۲۰۰۶، گو جو وون پس از ایفای نقش در درام‌های مشهور خانوادگی Bizarre Bunch و خواهران مشهور چیل به شهرت رسید. او سپس در دو درام تاریخی پادشاه و من (۲۰۰۷) در نقش پادشاه سونگ‌جونگ چوسان و سرزمین آهن (۲۰۱۰) در نقش ایجیناشی، اولین شاه دگایا ایفای نقش کرد. گو جو-وون سپس در درام پزشکی پزشکان زنان و زایمان (۲۰۱۰) و درام خانوادگی تو بهترینی (۲۰۱۳) ایفای نقش کرد.